# Niekrasowka (stacja metra)
Niekrasowka (ros. Некрасовка) – stacja końcowa linii Niekrasowskiej metra moskiewskiego, znajdująca się w południowo-wschodnim okręgu administracyjnym Moskwy w rejonie Niekrasowka (ros. Некрасовка), będąca jednocześnie najbardziej wysuniętym na wschód przystankiem podziemnej kolei w stolicy Rosji. Otwarcie miało miejsce 3 czerwca 2019 roku w ramach inauguracji odcinka między stacjami Kosino – Niekrasowka.
Stacja dwunawowa typu płytkiego kolumnowego z peronem wyspowym położona jest na głębokości 16 metrów. Projekt architektoniczny opracowało biuro „Minskmietroprojekt” (ros. ОАО «Минскметропроект») z Mińska.
Tematem przewodnim wystroju jest noc księżycowa. Na stacji dominują monochromatyczne barwy, które według projektantów tworzą „efekt wyciszenia”. Peron wyłożono romboidalnymi granitowymi płytami w kilku odcieniach szarości. Kolumny obłożono białymi i jasnoszarymi panelami z cermetu o perłowym wykończeniu, które mają imitować kamień księżycowy. Strop wykończony metalowymi żebrami z nieregularnie zamontowanym oświetleniem ma przywodzić skojarzenia z nocnym niebem. Ściany zatorowe mają kontrastujący kolor rubinowy.
Przystanek ma jedenaście wyjść. Wyjścia o numerach 1–4 znajdują się w narożnikach skrzyżowania ulic Pokrowskiej i Rożdziestwienskiej, a wyjścia 5 – 11 w narożnikach skrzyżowania ulicy Pokrowskiej i Prospiektu Zaszczitnikow Moskwy.
Zakładany potok pasażerski to 19 tys. osób na dobę.